# Ожидаемые голы
xG (от английского «expected goals» другое название наиболее вероятный счёт) — сумма вероятностей результативности голевых моментов — математическая величина, рассчитываемая с учетом параметров потенциально голевых моментов, к которым относятся удары по воротам и опасные моменты без завершающих ударов.

## История

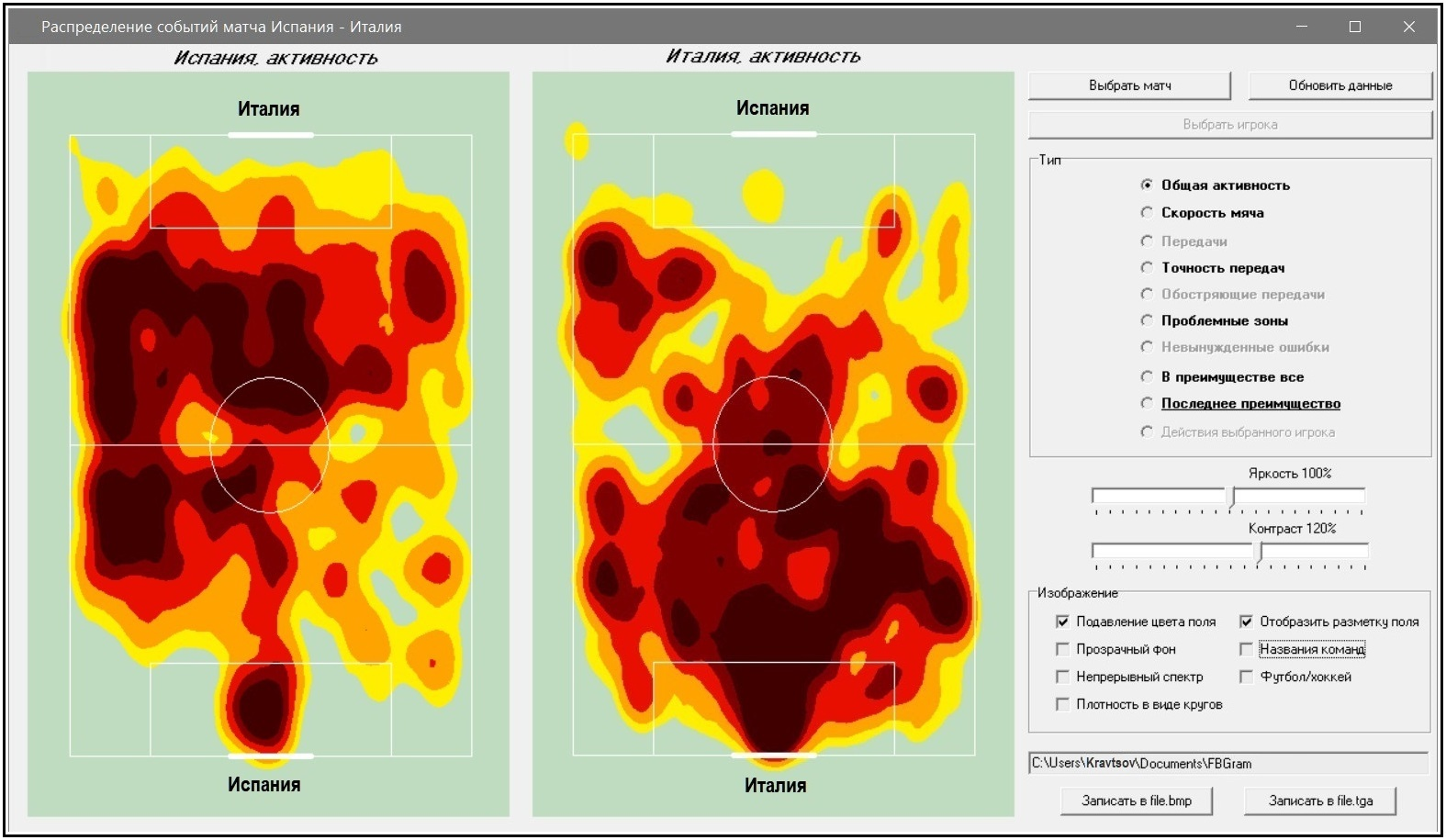
Теплограмма активности игроков финального матча Испания — Италия Евро 2012. Активность игроков вблизи ворот соперника служит определению xG (наиболее вероятного счета матча) в первом приближении

Первые попытки определения качества игры команд на основе различных статистических показателей появились во второй половине 20 века. В частности Валерий Лобановский оценивал результат матча не только по конечному счету, но и по статистике множества командных и индивидуальных технико-тактических действий, для чего им были разработаны специальные формулы.
По мере развития футбольной аналитики развивалась и теоретическая база, включая в себя все новые понятия. Стремление получить как можно более объективный показатель качества игры команд в конечном итоге привело к введению понятия xG.
Один из основоположников понятия xG — тренер норвежской сборной Эгил Ульсен расширил статистический анализ футбольного матча применительно к его влиянию на конечный результат игры. По его мнению количество и характеристики ударов по воротам в конечном счете определяют качество игры команды.
Ульсен ввел градацию ударов по воротам в зависимости от их координат на три категории: опасные, средние и неопасные. На качество ударов также влияло и блокировка удара защищающейся команды. Основы созданной модели он использовал в процессе своей работы с национальной сборной Норвегии, а в последующем, работая на Expekt.com.
Первая реализация определения xG применительно к крупным турнирам была осуществлена на матчах Премьер-лиги Чемпионата России по футболу 2012—2013 и Чемпионата Европы по футболу 2012
Для этого применялась методика, созданная Геннадием Кравцовым (Прикладная статистика) использовавшая понятие наиболее вероятного счета матча, трансформировавшегося в англоязычном варианте в xG..

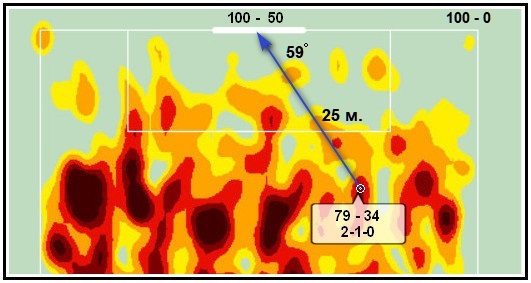
Характеристики голевого момента, влияющих на вероятность забить гол (xG события). Показаны координаты удара, расстояние до центра линии ворот, угол удара и его дополнительные показатели (качество удара, часть тела, помехи со стороны соперника)(НИЦ «Прикладная статистики»).

Ее основу составляла двухуровневая оценка вероятности результативности атаки. Сначала использовалась статистика результативности аналогичных голевых моментов матчей Премьер-лиги Чемпионата России по футболу 2011—2012г, которая принималась за точку отсчета и для других турниров. Окончательное значение рассчитывалось с учетом расстояния до ворот голевого момента, угла, помех защищающейся команды и т. д. Также была создана аналогичная модель оценки качества игры игроков на основе влияния отдельных технико-тактических действий на вероятностный итоговый результат матча.
Им были введены понятия относительных и абсолютных показателей в том числе и для наиболее вероятного счета. Последние определялись с учетом качества игры соперника, владельца поля и цели игры.
Дальнейшее совершенствование расчета xG было выполнено Майклом Келли. Он значительно расширил количество специфических показателей удара (удар с игры или со штрафного, в результате обводки и т. д.), а также разновидностей передач предшествующих удару (проникающие, со стандарта, навесы и т. д.). Учитывались и действия атакующего игрока до момента удара, в том числе дистанция предшествующего пробега. Также учитывался результат матча на момент голевого момента (проигрыш, выигрыш или ничья). Специфическая роль им отводилась пробитым пенальти, значения xG для которых первоначально упрощенно принималось равным 0.76.
В настоящему времени появилось множество других моделей xG обладающих своим набором достоинств и недостатков, среди которых модели tegen11, Statsbomb, Пола Райли и др.

## Понятие xG

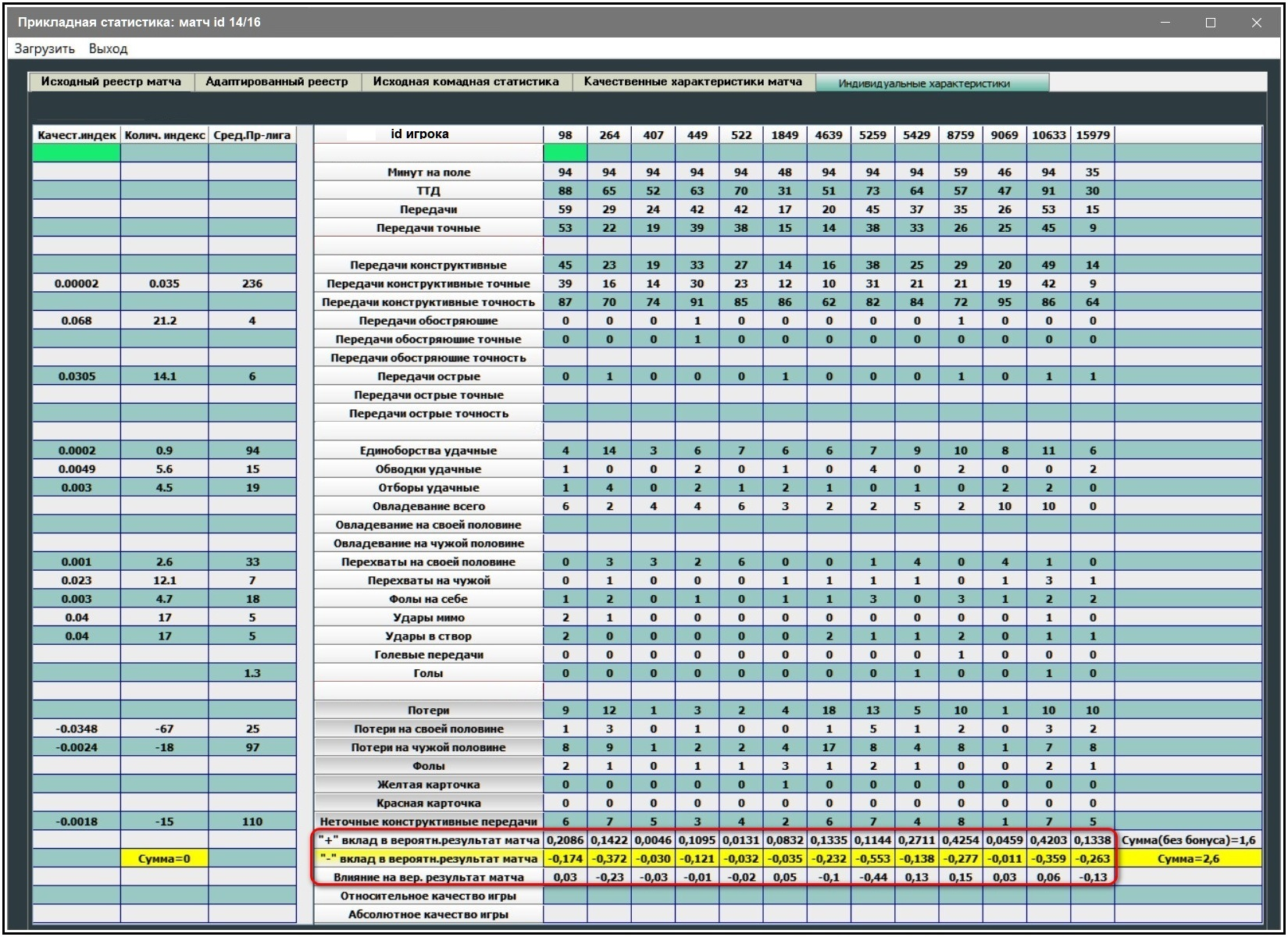
Индивидуальный xG по данным «Прикладной статистики». Таблица расчета индивидуального вклада в вероятный счет матча на основе удельной «стоимости» технико-тактических действий игрока. Слева указана удельная количественная и качественна «стоимость» технико — тактических действий на основе чемпионата Российской Премьер-лиги за 2011—2014 год.

Результат футбольного матча, как и большинства других игр складывается как из качества игры отдельных команд, так и случайных вероятностных событий. Специфика футбола — невысокая результативность, следовательно вероятностные факторы играют более высокую роль чем в других спортивных соревнованиях. Таким образом счет матча сам по себе не отображает качества игры команд и соотношения сил на поле. Понятие xG (наиболее вероятный счет) стремится максимально абстрагироваться от случайных факторов, и характеризует результат матча исключительно на основе качества игры команд, которое выражается в созданных ею и соперником потенциально голевых моментов. Таким образом эта величина теоретически гораздо лучше отражает справедливый результат матча, а в итоге и турнирную таблицу соревнований.
xG рассчитывается с учетом всех потенциально голевых моментов к которым относятся удары по воротам и опасные моменты без завершающих ударов, с учетом их удаленности к воротам, угла, качества удара и его характеристик.
Для каждого потенциально голевого момента определяется вероятность его результативного завершения в пределах от 0 до 1. Значение 1 теоретически соответствует 100 % реализации голевого момента. Сумма этих значений для каждой из команд определяет наиболее вероятный счет или xG матча на данный момент времени матча.
С вероятным счетом неразрывно связано понятие относительное соотношение сил, которое определяется как наиболее вероятный счет матча в процентном выражении.
В отличие от относительных вероятного счета и соотношения сил аналогичные значения, рассчитанные с учетом владельца поля, цели игры и ее динамики определяются как абсолютные.
Равный абсолютный вероятный счёт соответствует паритету соотношения сил 50 на 50, а значит равенству качества игры команд.
В список основных критериев, влияющих на результативность потенциально голевого момента и определяющего как xG (наиболее вероятный счет) входят:
- расстояние и угол до ворот голевого момента (координаты момента);
- разновидность момента (удар со стандартного положения, пенальти, выхода один на один и т. д.);
- бьющая нога (рабочая или нет);
- часть тела, которой наносится удар;
- разновидность предшествующего моменту паса;

Эти параметры варьируются в различных методиках.
Само понятие xG постоянно совершенствуется. Появляются новые схожие показатели: xA — «ожидаемые голевые пасы», xW/xD/xL — «ожидаемые победы/ничьи/поражения», xPoints — «ожидаемые набранные очки».